# Bruno Téliz
Bruno Téliz Carrasco (Treinta y Tres, Uruguay; 16 de agosto de 1991) es un futbolista uruguayo. Juega de mediocampista y su equipo actual es Budoni Calcio de la Serie D de Italia.

## Trayectoria

### Inicios
Se inició como futbolista en las categorías inferiores del Montevido Wanderers. 
En el 2012 es cedido a préstamo al Villa Teresa de Montevideo, club dónde realizó su debut profesional en 2013 y logrando en toda la etapa que estuvo con el equipo jugar un total de 14 partidos y marcar 2 goles. Después paso al Deportivo Maldonado, equipo dónde no tuvo muchas oportunidades, obteniendo una actuación muy irregular llegando a marcar solamente un gol en seis partidos jugados.
En el 2014 fue fichado por Huracán de Argentina.

### Cerro Largo
Para el 2015 es contratado por el Cerro Largo de Melo, en el cual logró ascender el equipo a la máxima categoría luego de ser campeones de la segunda división, en Cerro Largo fue capitán del equipo.

### Guayaquil City
Para el 2020 obtiene su primera experiencia internacional al ser fichado por el Guayaquil City de Ecuador. Disputó su primer partido por la jornada uno del Campeonato Ecuatoriano en un encuentro que su equipo disputó ante el Olmedo dónde ganarón 4-1, después jugó su segundo encuentro con el equipo ciudadano ante Emelec dónde ganaron como visitante con un marcador de 1-2, el 22 de febrero jugó su tercer encuentro con aquel equipo en el cual perdieron 1-0 ante el Orense.

## Clubes
Actualizado al último partido disputado el 5 de noviembre de 2023.
| Club                              | País          | Año           | Partidos | Goles |
| --------------------------------- | ------------- | ------------- | -------- | ----- |
| Montevideo Wanderers (inferiores) | Uruguay       | 2012          | 0        | 0     |
| Villa Teresa (cedido)             | Uruguay       | 2012-2013     | 14       | 2     |
| Montevideo Wanderers              | Uruguay       | 2013          | 0        | 0     |
| Deportivo Maldonado               | Uruguay       | 2013          | 6        | 1     |
| Huracán                           | Uruguay       | 2014-2015     | 0        | 0     |
| Cerro Largo                       | Uruguay       | 2015-2019     | 97       | 4     |
| Guayaquil City                    | Ecuador       | 2020          | 18       | 0     |
| Atlético Bucaramanga              | Colombia      | 2021-2022     | 68       | 3     |
| Mushuc Runa                       | Ecuador       | 2023          | 21       | 1     |
| Budoni Calcio                     |               | 2024-act.     | 0        | 0     |
| Total carrera                     | Total carrera | Total carrera | 224      | 11    |

## Palmarés

### Campeonatos nacionales
| Título                                  | Club        | País    | Año  |
| --------------------------------------- | ----------- | ------- | ---- |
| Segunda División Profesional de Uruguay | Cerro Largo | Uruguay | 2018 |